# هوانگ کیونگ-سون
هوانگ کیونگ-سون (انگلیسی: Hwang Kyung-seon؛ زادهٔ ۲۱ مه ۱۹۸۶) تکواندوکار اهل کره جنوبی است.
وی در مسابقات کشوری و بین‌المللی در مجموع برندهٔ ۵ مدال طلا، ۲ مدال برنز شده‌است.